# Rudolf von Braunschweig
Johann Rudolf von Braunschweig (russisch Рудольф Иванович Брауншвейг Rudolf Iwanowitsch Braunschweig; 6. Novemberjul. / 18. November 1820greg. in Mitau; † 12. Dezemberjul. / 24. Dezember 1888greg. in Zarskoje Selo) war ein russischer Staatsmann.

## Leben

### Herkunft und Familie
Rudolf von Braunschweig stammt aus einer in zweiter Generation kurländischen Familie. Sein Vater Johann Daniel von Braunschweig (1786–1857) hat als russischer Kollegienrat (Rang 6) mit Diplom vom 27. Oktober 1837 den erblichen russischen Adel erhalten. Seine Mutter war Katharina, geb. Schmölling. Er war mit Maria von Glasenapp (1833–1903) verheiratet und hatte mit ihr wenigstens fünf Kinder.

### Werdegang
Rudolf von Braunschweig besuchte von 1831 bis 1838 das Gymnasium illustre in Mitau und studierte anschließend Rechtswissenschaften in St. Petersburg. Seit 1844 arbeitet er bei der kaukasischen Hauptverwaltung in Tiflis und war dort von 1845 bis 1851 in der Kanzlei des Statthalters. Er wechselte ins Innenministerium und war Beamter für besondere Aufträge auf dem Gebiet der Versorgung. Von 1853 bis 1856 war er Vizegouverneur in Jekaterinoslaw, von 1856 bis 1858 in Poltawa und von 1858 bis 1860 in Wolhynien. 1860 avancierte er zum Wirklichen Staatsrat (Rang 4) und war bis 1864 Gouverneur in Podolien. Er wurde 1864 Mitglied des polnischen Regierungsrats und des Organisationskomitees für Polen in Warschau, stieg dort 1870 zum Leiter der Liquidationskommission auf. Bereits 1866 war er zum Geheimrat (Rang 3) avanciert. Von 1868 bis 1872 war er Senator in der Warschauer Deputation des Senats. Seit 1872 war er beim 1. Department des Senats in St. Petersburg.

### Auszeichnungen
- Orden der Heiligen Anna II. Klasse mit Krone (1859)
- Orden des Heiligen Wladimir III. Klasse (1861)
- Sankt-Stanislaus-Orden I. Klasse (1865)
- Orden der Heiligen Anna I. Klasse (1867)
- Orden des Heiligen Wladimir II. Klasse (1870)
- Kaiserlich-Königlicher Orden vom Weißen Adler (1871)
- Alexander-Newski-Orden (1879)